# Мшана (гмина)
Мшана (пол. Mszana) — сельская гмина (волость) в Польше, входит как административная единица в Водзиславский повет, Силезское воеводство. Население — 6965 человек (на 2003 год).